# Iglesia de San José (Breña Baja)
La iglesia de San José, sita en el municipio palmero de Breña Baja isla de La Palma (Canarias, España), pasó a ser desde el 2 de agosto de 1637, la primera parroquia que bajo la advocación, del Santo cuyo nombre toma, hubo en el Archipiélago Canario, gracias a los señores que poseían haciendas en el lugar y al pequeño núcleo de vecinos existentes en aquel entonces.

## Arquitectura

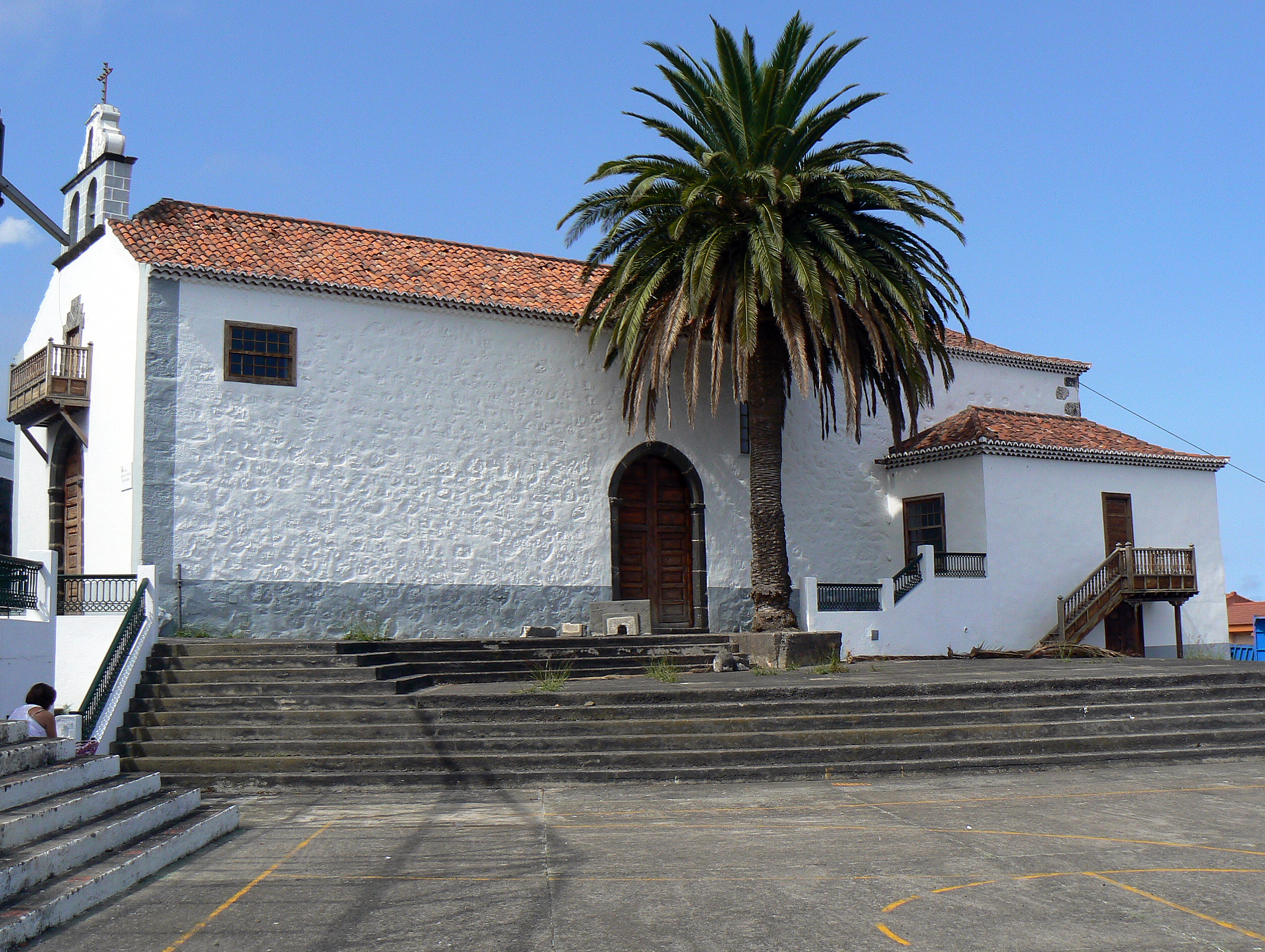
Nave de la iglesia

La Iglesia cuyas características arquitectónicas se conservan hasta hoy, presenta las típicas de la arquitectura religiosa en Canarias. Tiene una sola nave. La Capilla mayor está diferenciada con arco toral de piedra y capilla colateral en el lado del evangelio. El Coro fue rematado en 1658 y el púlpito de estilo barroco fabricado en 1699. Presenta una fachada, con puerta, balcón y campanario en eje vertical. 

## Historia
El documento más antiguo que se conserva en el archivo parroquial de San José es la licencia donde consta la autorización para construir en las Breñas una ermita bajo la advocación de aquel bienaventurado. El escrito no lleva fecha, pero podríamos asegurar que data de 1548 con base en que está firmado por Padilla, visitador general del obispo Antonio de la Cruz (1545-1550), por mandato del provisor Juan de Venegas, y ser aquel el año en que hace su última visita a La Palma en el desempeño de su cargo. El Visitador Padilla concedió la licencia por saber que había en dicho término y parte de Mazo muchas heredades, lo que traía consigo la existencia de numerosos vecinos que quedaban distanciados de la iglesia más cercana, que era la de San Pedro de Breña Alta, dando facultad para la construcción de la ermita en lugar cómodo, pedir limosnas para su edificación y tener capellán que la sirviese. 
El 26 de junio de 1550, ya se había comenzado el templo y se encontraba con las paredes levantadas hasta la altura de los mojinetes con portadas y un altar de piedra que fue el primero que se tuvo para colocar la imagen del Patrón. El 1 de junio de 1584 el Visitador de turno fue D. Pedro de Medina que siguió alentando la continuación de las obras. 
En 1614 ya se había demolido la antigua construcción por amenazar ruina. En el mismo lugar se comenzó a fabricar la nueva iglesia, en la que trabajó el mismo personal; Francisco de Acosta, que había actuado en las obras anteriores, sienta ahora el pavimento y hace las paredes. 
En 1642 el Doctor Eugenio de Santa Cruz dio permiso para que se levantaran las paredes por ser muy conveniente aprovechando el ya existente desde 1568 ladrillado del piso. El coro se remató en 1658. En 1684 se hacen nuevas obras de mejora del edificio. El anterior púlpito datado de 1672 fue sustituido por el que se conserva en la actualidad de estilo barroco en 1699. En 1865 D. Manuel Rodríguez Pestana construyó un nuevo organillo por encargo del párroco D. Miguel Pestana, siendo el sustituido trasladado a la Ermita de San Antonio, perteneciente a la misma jurisdicción parroquial. 
El documento fundacional de la parroquia está fechado en la Isla de La Palma el 28 de junio de 1637. Con la debida autorización firmó el escrito el Doctor D. Diego Vázquez Romero Botello. Se nombró primer párroco al Licenciado y presbítero D. Francisco Arias de Benavides, siendo leído el correspondiente Decreto el 2 de agosto de 1637. 
La edificación tuvo efecto en la mitad del siglo XVI. Desde aquella centuria empezó a enriquecerse su patrimonio artístico con valiosas esculturas procedentes de Flandes, otras debidas a la gubia de artistas palmeros y a todas ellas había de sumarse en el transcurso de los años una talla de escuela andaluza, constituyendo un importante conjunto.
La iglesia fue empezada a restaurarse en el año 2003 con un plazo de dos años, al no cumplir el plazo se alargo hasta el año 2007, pero no fue acabada hasta la primavera del año 2008. La iglesia reabrió el 18 de marzo de 2015, víspera de la festividad de San José por el Sr. Obispo de la Diócesis, D. Bernardo Álvarez Afonso.